# Woldendorp (dorp)
Woldendorp (Gronings: Wold'ndörp) is een dorp in de gemeente Eemsdelta in de provincie Groningen in Nederland. Het telt 880 inwoners (2023).
In de omgeving is veel agrarische bedrijvigheid. Door het dorp loopt de Internationale Dollardroute.

## Indeling
Onder Woldendorp vallen de buurtschappen Binnen Ae (gedeeltelijk), De Heemen (gedeeltelijk), Lesterhuis, Stutenstreek en Zwaagweg, vroeger ook De Schans, Huningaweer of 't Leger, Klein Leger, Stuimelderij en Zomerdijk (gedeeltelijk), alsmede het streekje De Vennen. Onder Woldendorp vielen verder delen van de Reiderwolderpolder (1862-1864), de Johannes Kerkhovenpolder (1875-1876) en de Carel Coenraadpolder (1924). Kenmerkende oude boerderijnamen zijn Huningaweer, Riddervenne, De Schans, De Vennen en Woldsslenken. Nieuwe boerderijnamen zijn De Heemen, Olgershoeve, Munstervenne, Reidewoldt en Woldahoeve.
Op het grondgebied van Woldendorp bevonden zich de waterschappen Nonnegaatsterpolder (1792), Woldendorp (1880) en Oude Æ (1929), die in 1967 opgingen in het waterschap Oldambt, nu Hunze en Aa's. De Johannes Kerkhovenpolder ging op in het waterschap Fiemel. Voor de bemaling dienden een windmolen en een stoomgemaal bij De Botterij aan het Termunterzijldiep. De polder Oude Æ had een klepsluis ('schut'), later een motorgemaal te Wartumerklap. Belangrijke watergangen zijn Termunterzijldiep, Oude Ae en Afwateringskanaal, vroeger ook Oude en Nieuwe Maar en het Uitwateringskanaal. Bij De Heemen bevindt zich net natuur- en waterreacreatiegebied Termunterzijldiep.
Van 1808 tot 1990 vormde Woldendorp met Wagenborgen, Termunten, Termunterzijl en Borgsweer de gemeente Termunten. In 1990 ging deze gemeente op in de gemeente Delfzijl. In het voormalige gemeentehuis, dat in Woldendorp stond, is Hotel Wilhelmina gevestigd. Tot 1808 behoorde Woldendorp tot het bestuursdistrict Klei-Oldambt, dat sinds de 15e eeuw onder het gezag van de stad Groningen stond.

## Geschiedenis

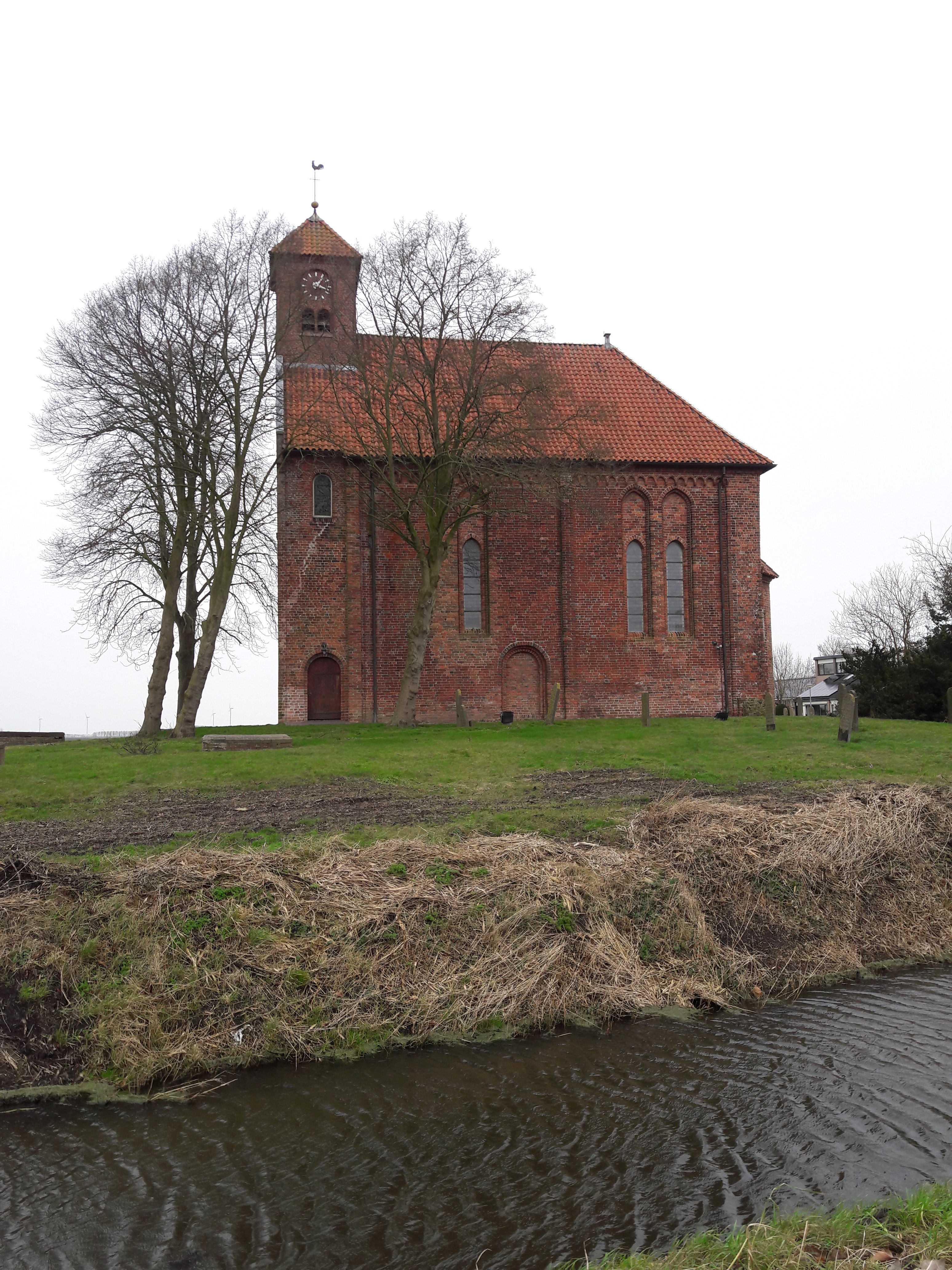
Petruskerk (Woldendorp)

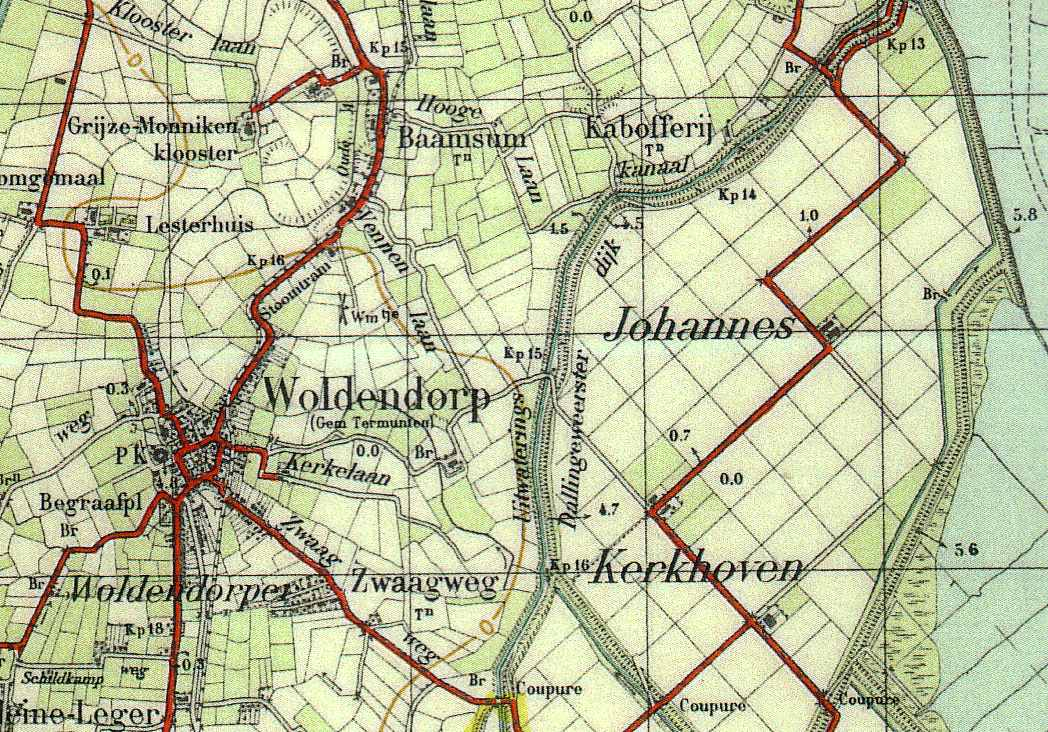
Woldendorp op de topografische kaart van 1933

Woldendorp behoorde vanouds tot het Oldambt. Het is van oorsprong een radiaal wierdedorp. De oorsprong ervan ligt voor het begin van de jaartelling, maar de wierde is in de tij van de Grote Volksverhuizing vermoedelijk onbewoond geweest. Langs de uitgaande wegen is vooral lintbebouwing te vinden.
De wierde van Woldendorp dateert uit de Romeinse tijd. Het dorp lag aan de achterzijde van de oeverwal langs de Eems, dicht bij het veengebied. De oudste benamingen zijn Waldmonathorp (1399), Waldemandorpe (1428) of Woltmendorp (1473), hetgeen 'dorp van de woldmannen' betekent. Met wold werden veenontginningen aangeduid.  
De hervormde Petruskerk van Woldendorp is gebouwd aan het einde van de dertiende eeuw en was oorspronkelijk een kruiskerk, waarvan de dwarsarmen later zijn gesloopt. Tijdens een restauratie in de jaren 1945-1949 zijn schilderingen uit de middeleeuwen op het gewelf aangetroffen en weer zichtbaar gemaakt. De kerkklok dateert uit 1375; de vrijstaande westtoren werd in 1855 afgebroken en vervangen door een dakruiter, waarna de stenen voor wegverharding zijn gebruikt. Het 17e-eeuwse kerspelzegel toont een kerk met een aangebouwde zadeldaktoren en een wapenschild met een steenhuis. Volgens een 19e-eeuws bericht zou de kerk gewijd zijn aan Petrus. 
Op de wierde van Lesterhuis bevond zich sinds de 13e eeuw een voorwerk van het Grijzemonnikenklooster te Baamsum, dat rond 1600 plaats maakte voor twee grote boerderijen. In de vijftiende eeuw had het dorp een borg (van de familie Rewelyng) en vormde het een afzonderlijke rechtstoel. In de directe omgeving bevonden zich meerdere voormalige steenhuizen, waaronder Huningaweer en Oud- of Klein-Houwerda (aan de Zomerdijk bij De Knuif, Oterdum). Huningaweer  (1508 Huningaheerd, 1741 't Leger) was eigendom van het adellijke geslacht Huninga en verbonden met de overleveringen dat hun landerijen zich oorspronkelijk tot Oostwold uitstrekten. Ook de Riddervenne in de dorpskern was mogelijk een middeleeuws steenhuis. Aan de voormalige Lageweg ten westen van het dorp bevond zich vroeger een middeleeuwse stinswier of hooge bult, die vermoedelijk in de 19e eeuw is geëgaliseerd. De Lageweg werd later ook wel Boerenmedeweg genoemd. Een andere oude naam is de Kaalkampsweg, waarmee het eerste stuk van de Heemweg werd aangeduid.
In 1845 werd een (afgescheiden) Gereformeerde gemeente gesticht. In 1874 verrees een eerste gereformeerd kerkgebouw, dat in 1945 echter werd verwoest bij de bevrijding van Delfzijl. In 1949 kwam een nieuwe kerk gereed. Het gebouw werd verkocht in 2006, nadat de gereformeerde en hervormde gemeente samen waren gegaan. De PKN-gemeente Woldendorp ging in 2017 op in de Protestantse Gemeente Eems-Dollard. Na de sluiting werd de gereformeerde kerk zwaar beschadigd door aardbevingen als gevolg van de gaswinning in Groningen. Daarop besloot de NAM de kerk aan te kopen en af te laten breken.
In 1920 werd naast de al langer bestaande openbare lagere school ook een Gereformeerde School gesticht, later Christelijke Basisschool De Bron genoemd. De school sloot in 2014 zijn poorten, nadat het aantal leerlingen was teruggelopen tot 22. De openbare school kreeg in 1955 een nieuw gebouw en omstreeks 2000 de naam Woldrakkers. Deze fuseerde in 2017 met de basisschool in Termunten en verhuisde naar een nieuw 'aardbevingsbestendig' Kindcentrum Qworzo. Vanaf 1921 wordt ook voortgezet onderwijs in Woldendorp gegeven. De ulo-school, later MAVO, is opgegaan in een afdeling van het Dollard College.
De arbeidersbuurten Zwaagweg, Stutenstreek en Klapsterweg zijn ontstaan in het begin van de 20e eeuw, met name dankzij subsidies in het kader van de Landarbeiderswet 1918. Na de Tweede Wereldoorlog volgde een uitbreidingsplan aan de Burgemeester Garreltsweg.
Van 1919 tot 1948 liep door het dorp de tramlijn Winschoten - Delfzijl van de Stoomtramweg-Maatschappij Oostelijk Groningen. Het tramstation bevond zich op de plek van de latere H. Berrelkampstraat. De straat ten zuiden daarvan draagt de naam Trambaan.
Woldendorp kwam aan het eind van de Tweede Wereldoorlog onder vuur te liggen. Canadese en Poolse troepen probeerde toen te voorkomen dat Duitse militairen via de Punt van Reide naar Duitsland vluchtten. Tientallen doden en meer dan honderd vernielde huizen vormden de oorlogsschade. Ook de monumentale kerk raakte zwaar beschadigd. In april 1945 werd het 45-jarige schoolhoofd Andreas Everhardus Gorter wegens verzetsactiviteiten opgepakt en gefusilleerd te Bakkeveen. Ter ere van hem is de weg naar Termunten in de jaren zestig omgedoopt tot A.E. Gorterweg. Ook is een Stolperstein bij zijn woning geplaatst.
Woldendorp was al vroeg een centrum van de socialistische arbeidersbeweging, later was er ook veel aanhang voor de CPN, terwijl er tot 1940 tevens een kleine anarchistische groep bestond onder leiding van Henk de Groot.

### Zwaagsterzijl en Zwaagsterschans
Bij het Zwaagsterzijl ten zuidoosten van Woldendorp richtte Francisco Verdugo in 1581 de Zwaagsterschans op tegen Staatse invallen. In 1589 werd de schans veroverd door Willem Lodewijk en versterkt. Na 1600 is de schans langzaam vervallen en in de 19e eeuw verdween ze geheel. In de 19e eeuw ontstond hier de arbeidersbuurt Zwaagweg.

## Ruilverkaveling Woldendorp
Door de Ruilverkaveling Woldendorp (3680 ha), afgerond in 1967, is het middeleeuwse cultuurlandschap rond Woldendorp en Termunten onherkenbaar veranderd. De kleinschalige blokverkaveling verdween, de bolle percelen werden geëgaliseerd, de landerijen opnieuw gedraineerd. Daarnaast werden wegen, watergangen en voetpaden opgeheven en afgelegen buurtjes gesloopt. Zo verdwenen een groot deel van de buurtschap Klein Leger met twaalf arbeidershuizen en Stuimelderij met drie huizen. De onverharde hoofdweg (Hamrikkerweg) naar Nieuwolda was al rond 1850 vervangen door een nieuwe grintweg langs de huidige Ae-weg en de Binnen Ae. Deze Hamrikkerweg verdween bij de ruilverkaveling. Het oude voetpad naar Nieuwolda (in de 17e eeuw De Pade genoemd) werd rond 1900 omgeploegd. 
De middeleeuwse Oude Munsterlaan van Termunten naar Nieuwolda kwam eveneens te vervallen. De Heemweg of Wagenborgerweg werd rechtgetrokken. Aan de westkant werd verder de Lageweg vervangen door de Klapsterweg; het noordelijke deel van deze weg (oorspronkelijk genoemd naar de Wartumerklap) heette voortaan Wartumerweg.  Ten zuiden van het dorp verdwenen de Schildkampsweg en de Groenelaan, aan de oostkant de Kerkelaan en de Venjerlaan. Het Oude Maar en het Nieuwe Maar (of Termunter Togt) werden vervangen door rechte kanalen en ook enkele meanders van de Oude Ae werden gedempt. In de jaren zeventig volgde nog een tweede Ruilverkaveling Woldendorp II.
De Warvenweg (N992) vormt sinds de jaren zeventig een nieuwe en snellere verbinding met Delfzijl en Appingedam.
In het kader van de ruilverkaveling werden tevens gedetailleerde bodemkaarten gemaakt.

## Geboren
- Jan Boven (1972), Nederlands wielrenner

## Bekende inwoners
- Martin Zijlstra (1944-2014), politicus en burgemeester van Termunten (PvdA)